# ホーエンザルツブルク城

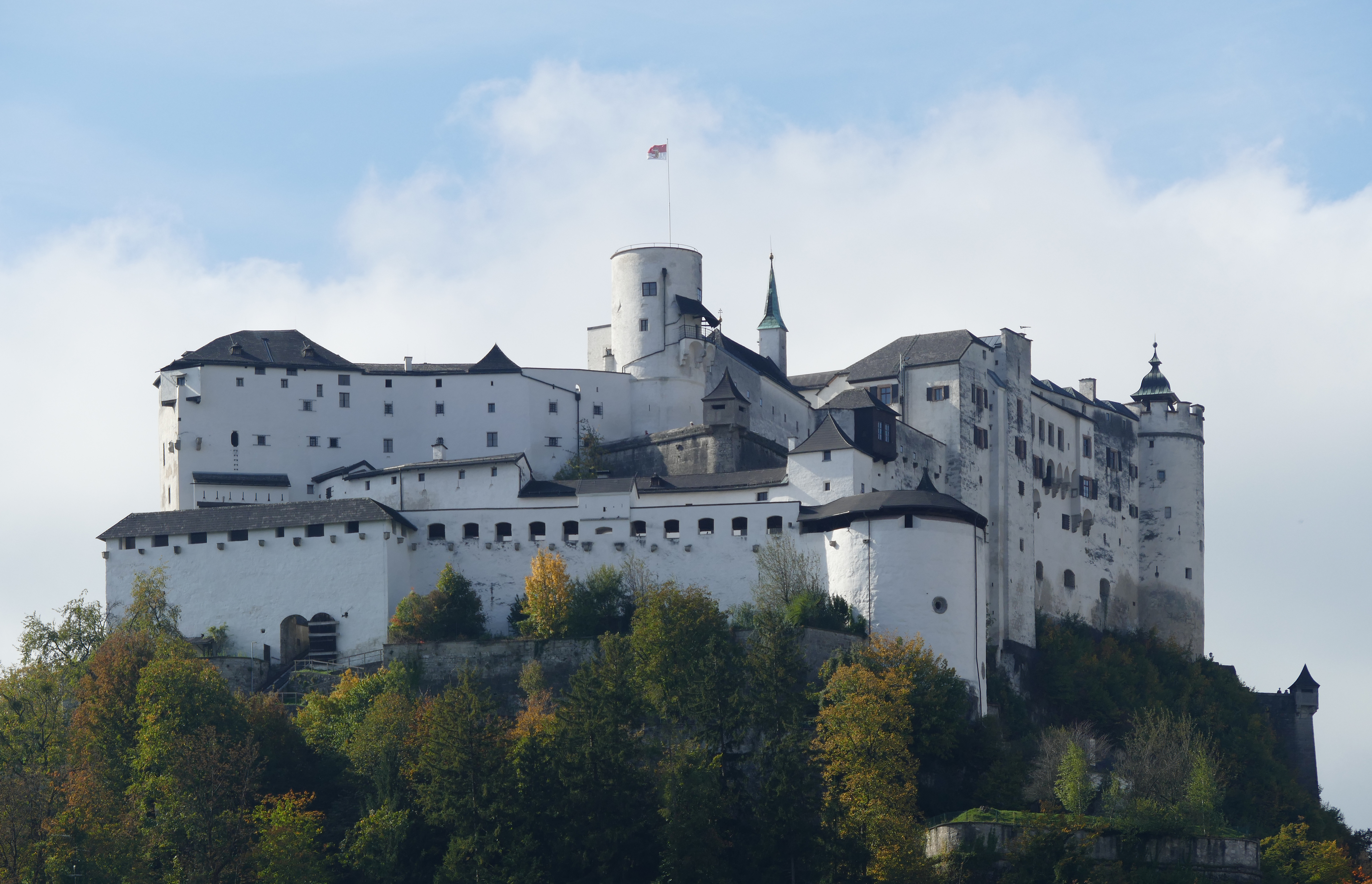
ホーエンザルツブルク城を
東北東から望む

ホーエンザルツブルク城（Festung Hohensalzburg）は、オーストリア共和国北西部の都市ザルツブルクにある城。1996年、世界遺産「ザルツブルク市街の歴史地区」の一部として登録された。

## 歴史

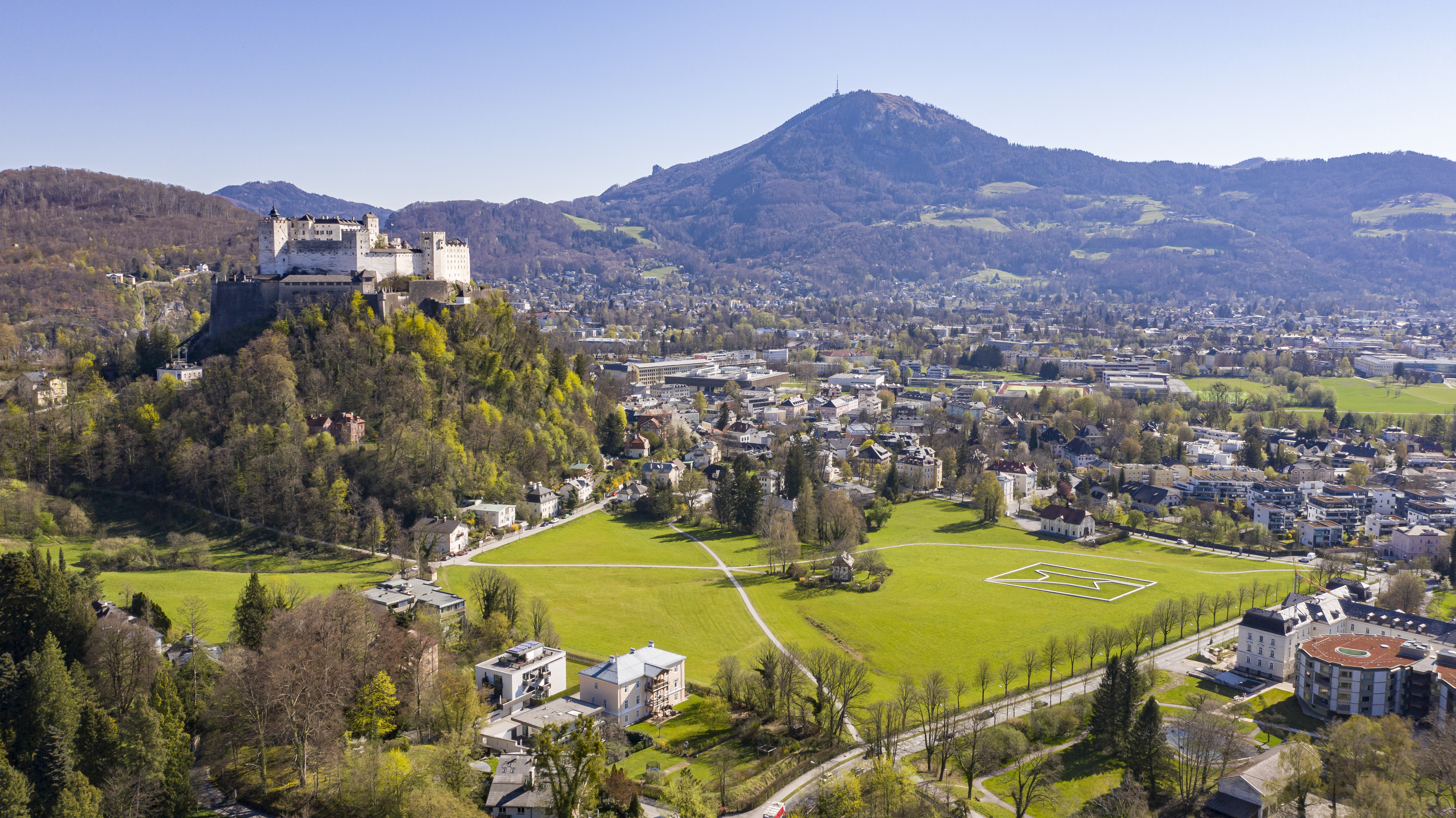
ザルツブルクの街並と

1077年、神聖ローマ皇帝ハインリヒ4世とローマ教皇グレゴリウス7世の間に起きた聖職叙任権闘争後に、教皇派の大司教ゲプハルト・フォン・ヘルフェンシュタイン1世が、皇帝派の南ドイツ諸侯のカノッサの屈辱への報復を恐れて市の南端、メンヒスブルク山山頂に建設した防衛施設。マイセン辺境伯コンラート1世（1098年頃 - 1157年）の代にほぼ完成した。神聖ローマ皇帝フリードリヒ1世"バルバロッサ"（在位1152年 - 1190年）によるザルツブルク焼討ちでも焼失を免れた。15世紀後半になるとハプスブルク家、バイエルン公等の周辺諸侯の攻撃や市民の反乱に備えて強化され、鐘楼、薬草塔、鍛冶の塔、囚人の塔、武器庫、穀物貯蔵庫等が建設され、防壁が強化された。ナポレオン戦争によるナポレオンのフランス軍の占領後の1816年からは、ザルツブルク市街とともにハプスブルク家の支配下に入った。
2012年9月、トリップアドバイザーの企画「バケットリスト」の「世界の名城25選」に選ばれた。

## 施設
ケーブルカー

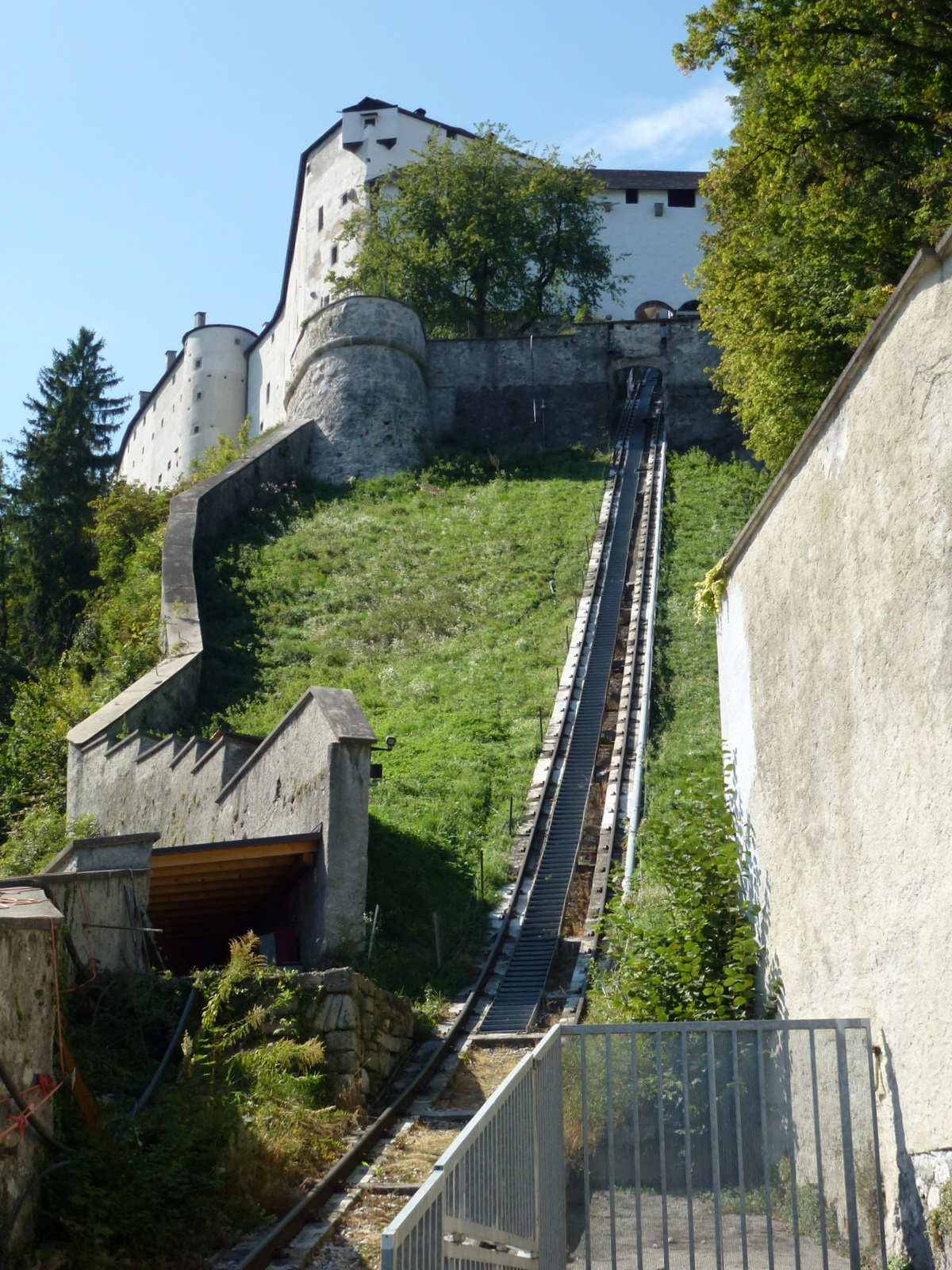
ライスツーク

- 貨物搬入用のライスツークは1515年に建設された鉄道史においても初期・最高齢の鉄道と言われる。城内の輸送に使用された[3][4]。

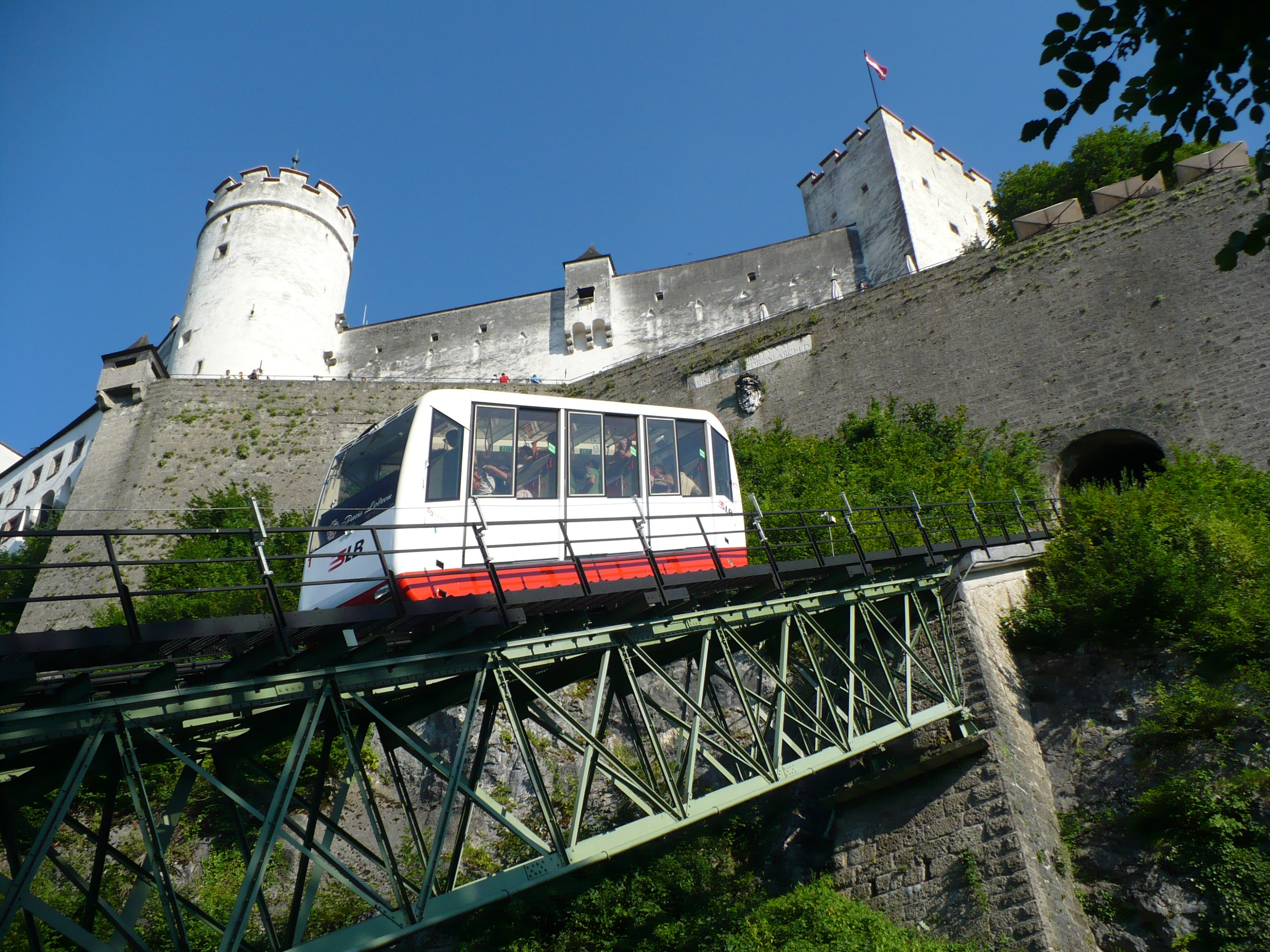
フェストゥングスバーン

- 訪問者用のフェストゥングスバーン。

## 参考画像

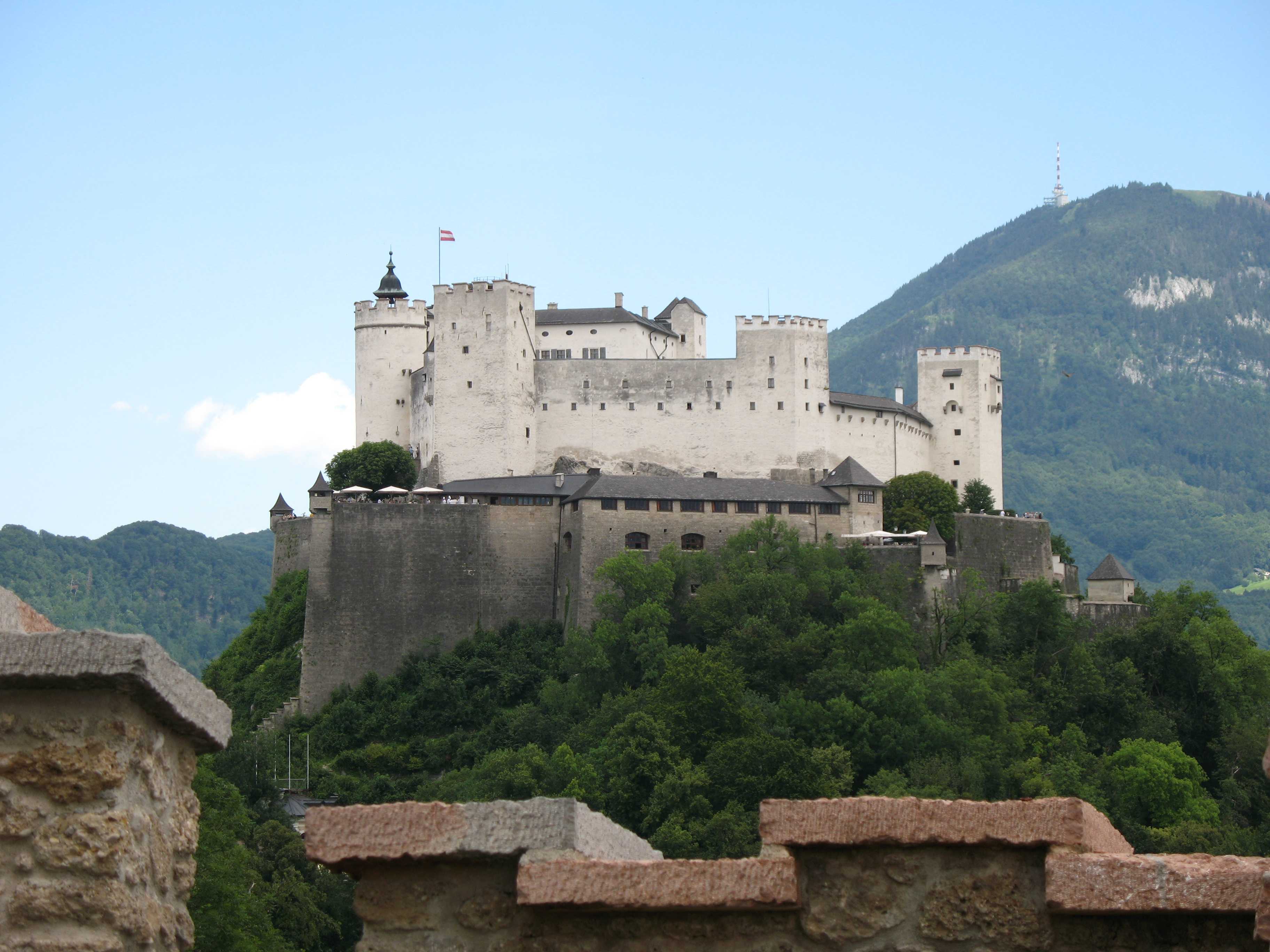
西から
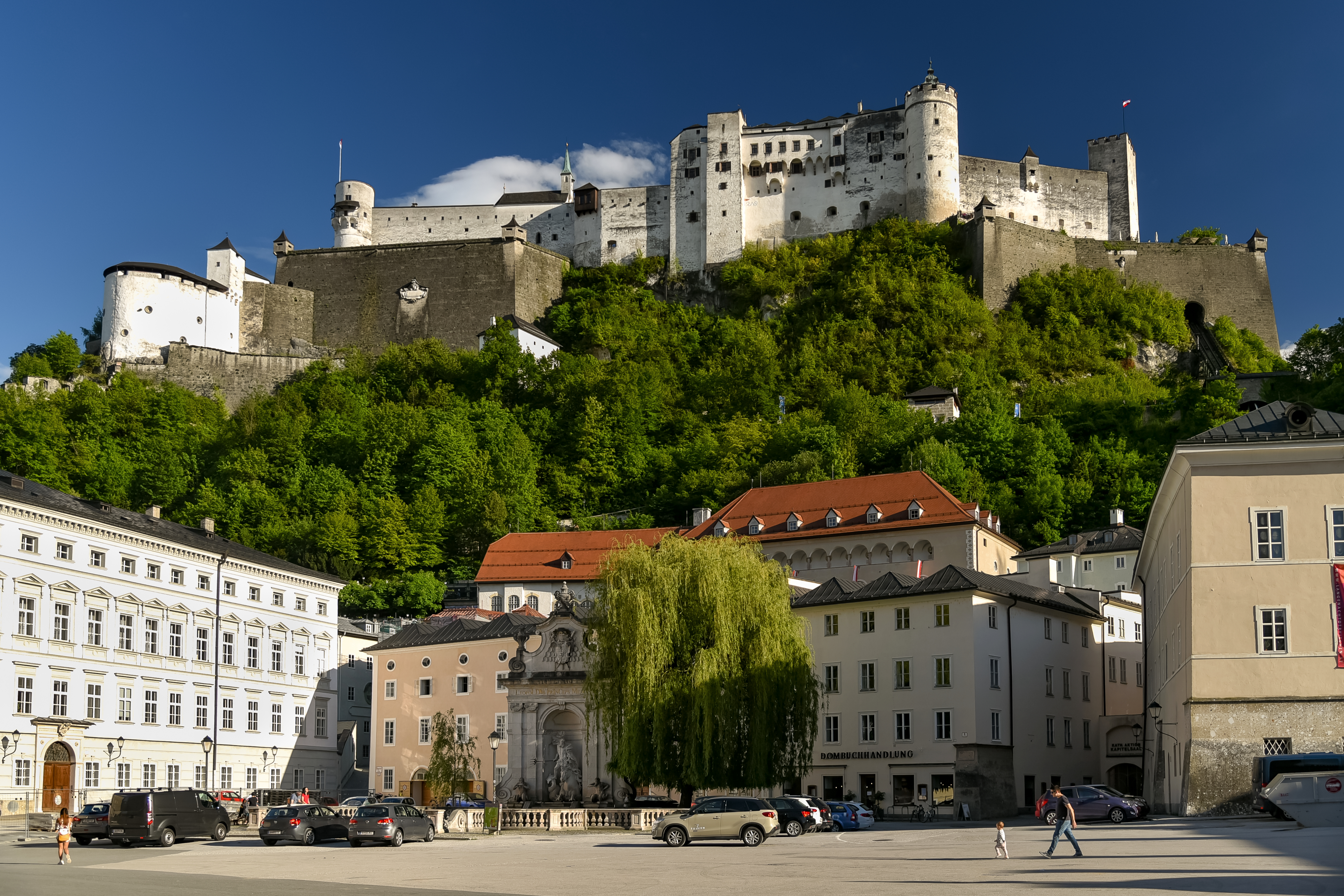
北から
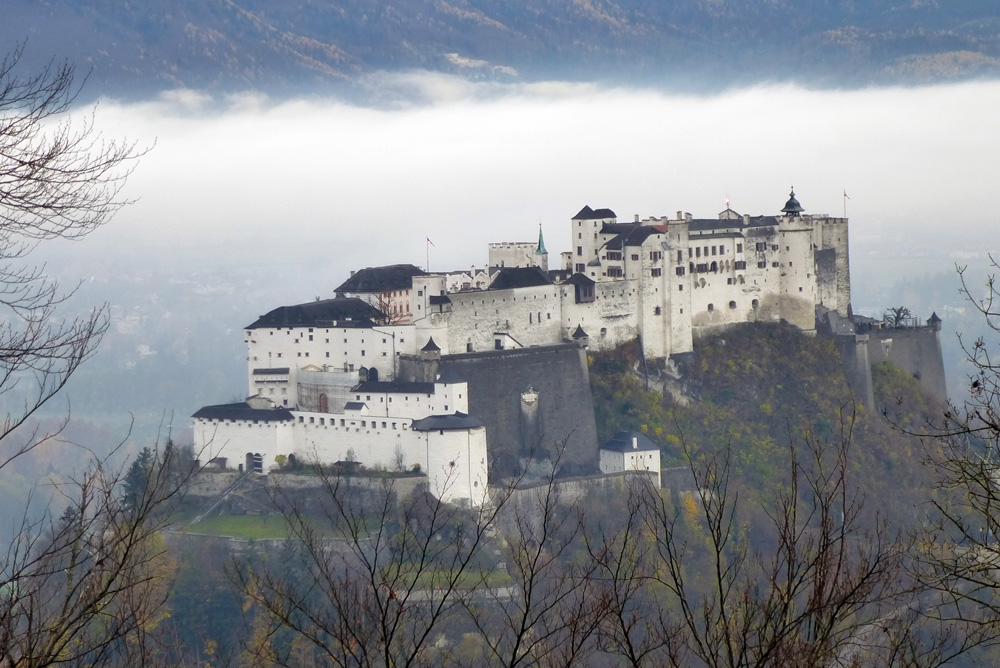
北東から
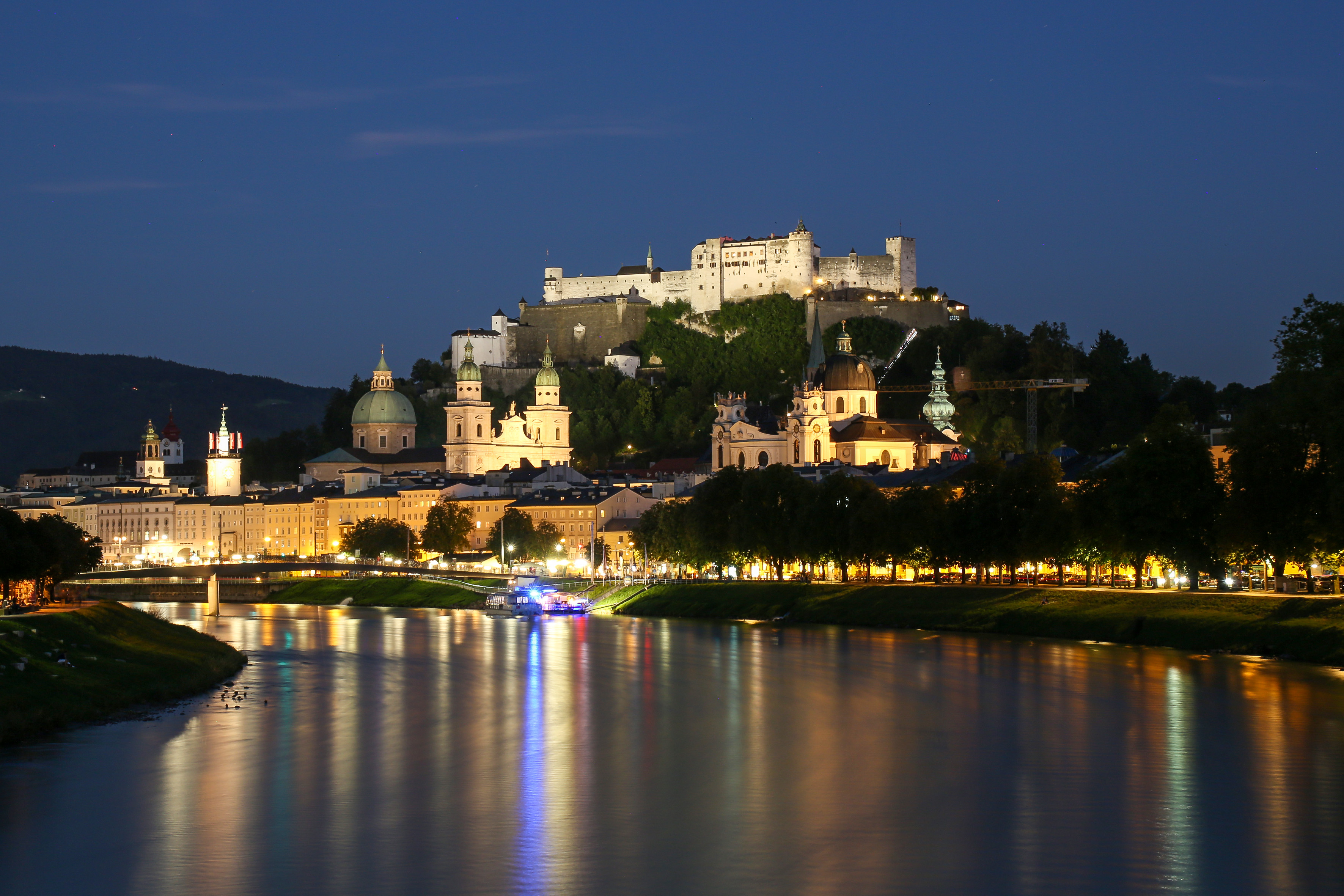
夜間
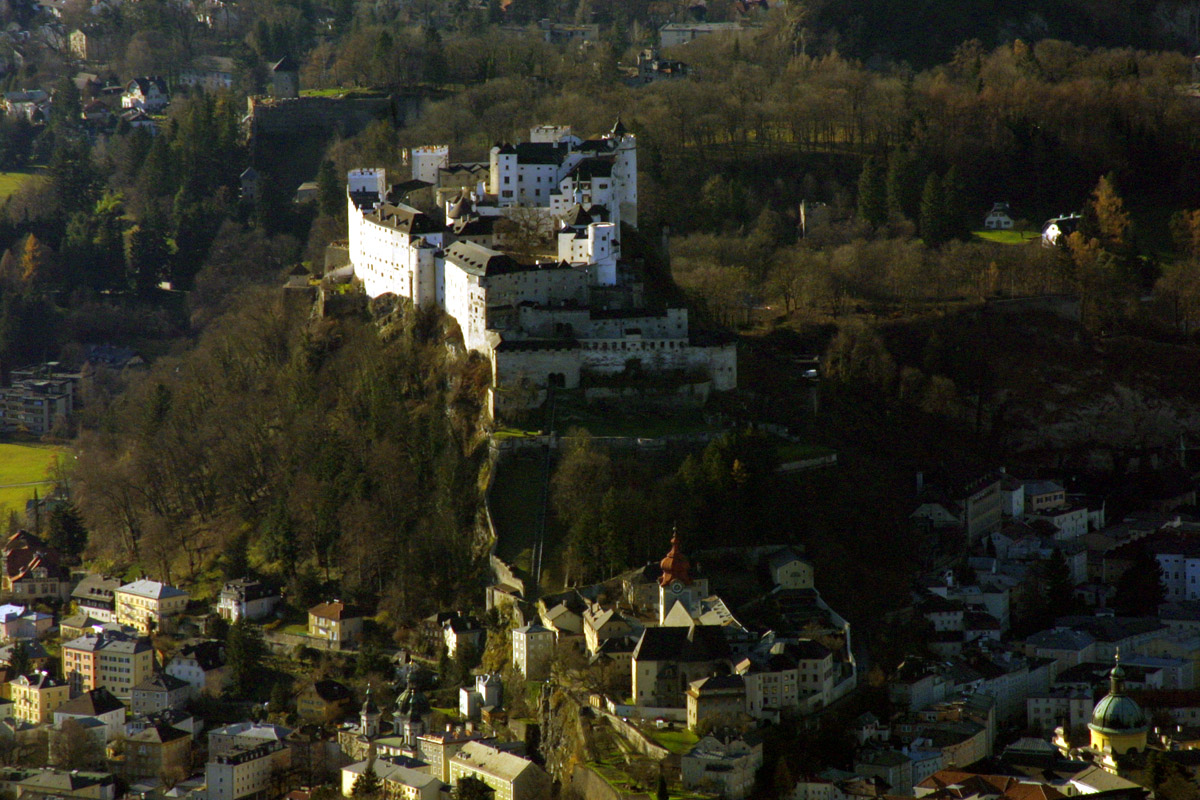
俯瞰
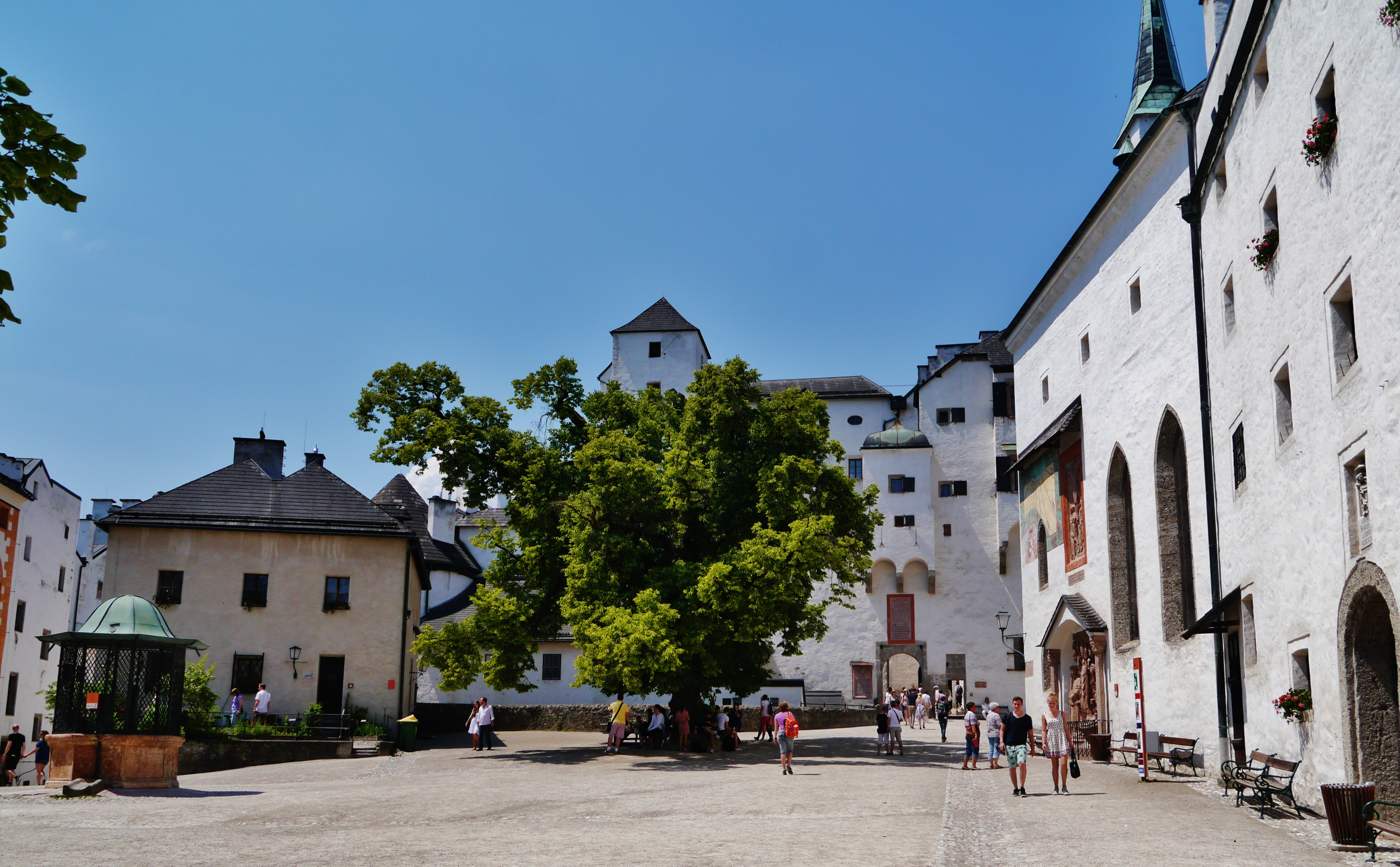
城内
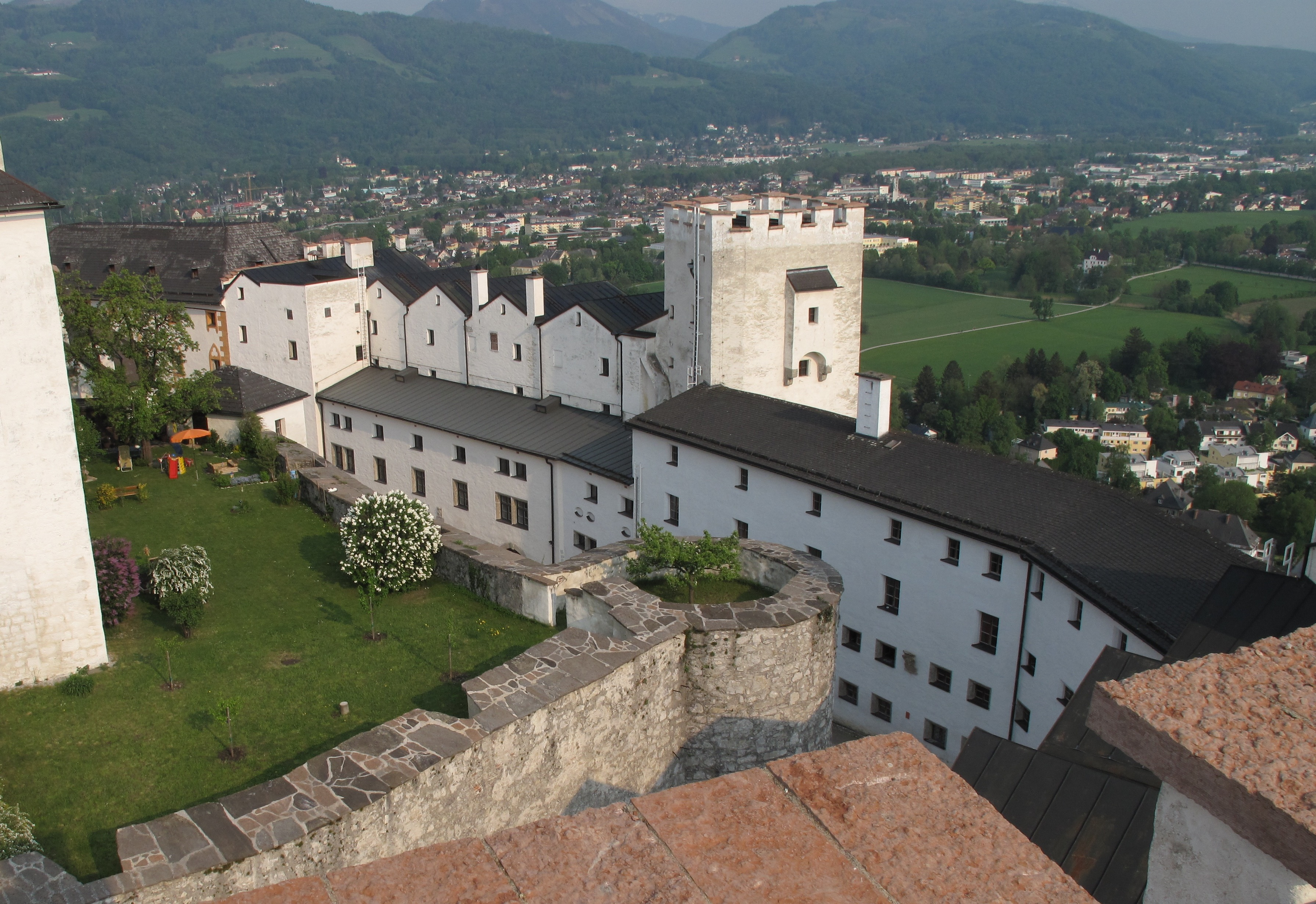
城内
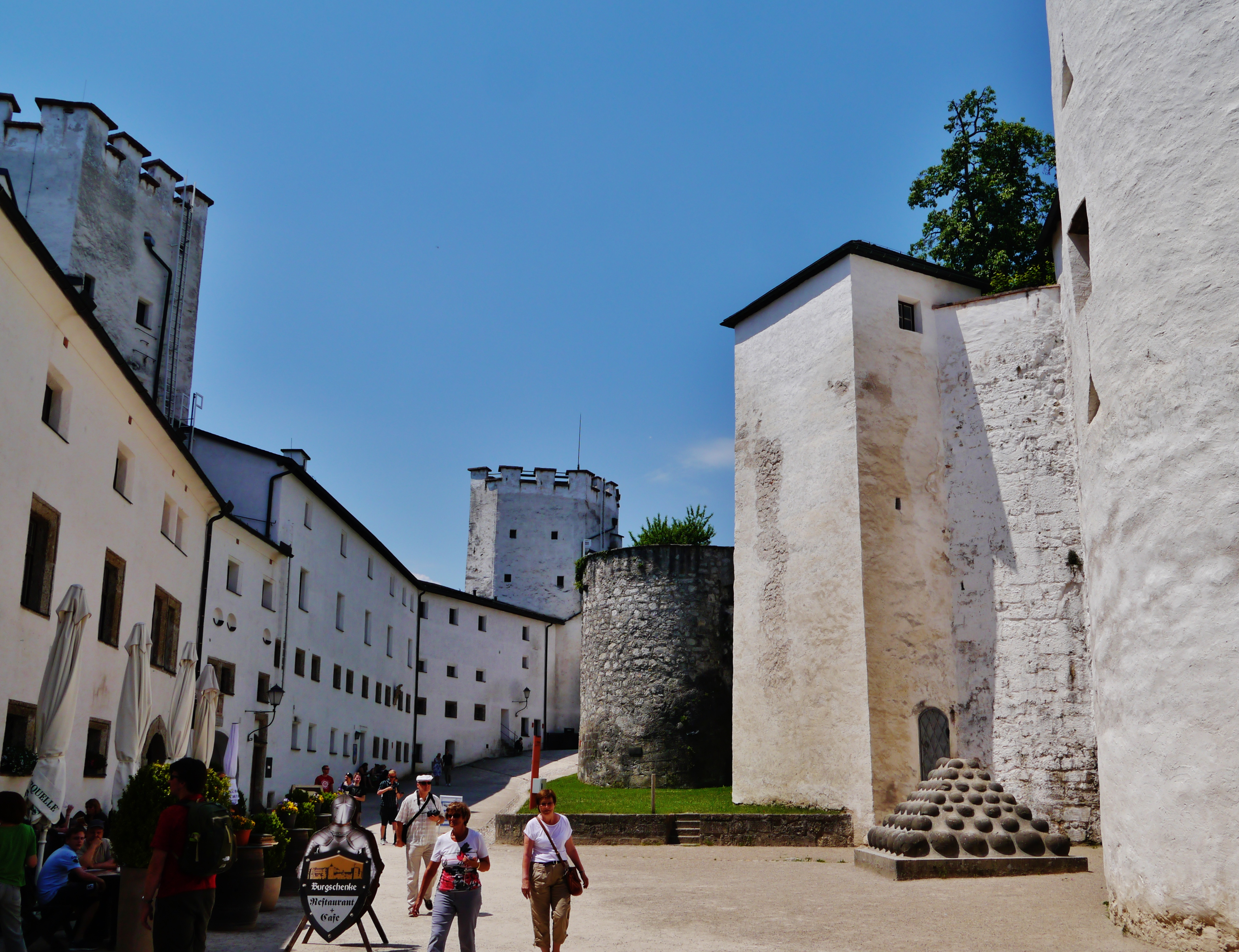
城内
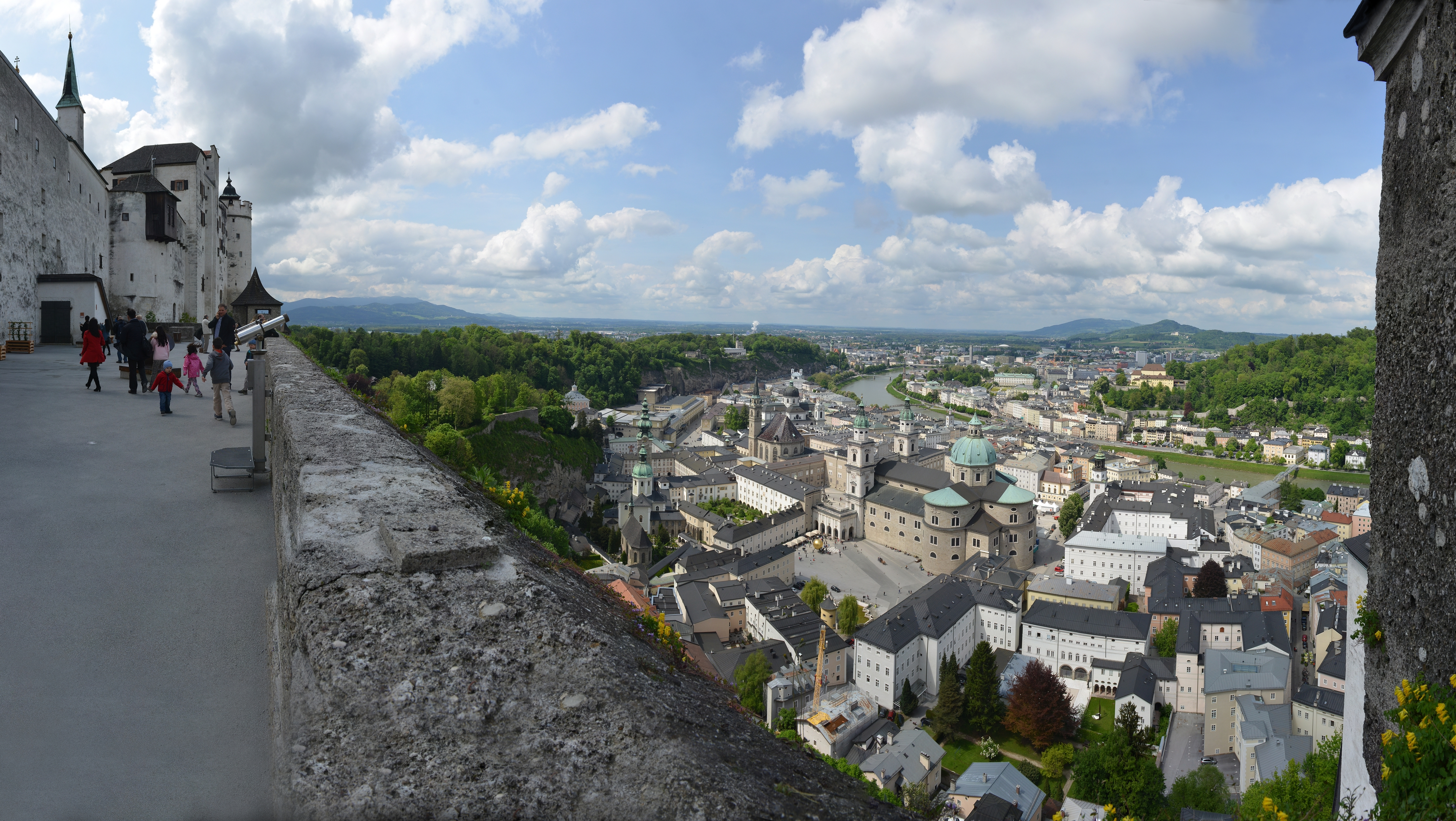
城内からザルツブルクの街並

## 最寄りの観光名所
- ザルツブルク大司教宮殿（英語版）
- ホーヘンヴェルフェン城（英語版） - 同時に建造された姉妹城